# Entropie
Die Entropie {\displaystyle S} ist in der Thermodynamik eine extensive Zustandsgröße mit der Dimension Energie pro Temperatur und der SI-Einheit Joule pro Kelvin. Nach Rudolf Clausius ist die Entropieänderung {\displaystyle \Delta S} eines thermodynamischen Systems bei konstanter Temperatur {\displaystyle T} gleich der Wärme {\displaystyle Q}, die dem thermodynamischen System zugeführt wird, dividiert durch {\displaystyle T}: 
{\displaystyle \Delta S=Q/T}
Ludwig Boltzmann formulierte Ende des 19. Jahrhunderts einen Ausdruck für den Absolutwert der Entropie: 
{\displaystyle S=k_{\mathrm {B} }\ln \Omega }
Hierbei sind {\displaystyle k_{\mathrm {B} }} die Boltzmann-Konstante und {\displaystyle \Omega } eine Zustandssumme. Die Entropie eines perfekten Kristalls bei einer Temperatur von null Kelvin hat den Wert null. Die Entropie eines thermodynamischen Systems kann damit als Maß für die Wahrscheinlichkeit von dessen Zustand interpretiert werden. 

## Eigenschaften der Entropie
Die Entropie hat unter anderem folgende Eigenschaften:
- In einem abgeschlossenen System, das sich durch spontane innere Prozesse (wie Wärmeleitung, Vermischung durch Diffusion, Erzeugung von Reibungswärme, chemische Reaktion etc.) dem thermodynamischen Gleichgewicht annähert, steigt die Entropie des Systems durch diese Prozesse an. Der Gleichgewichtszustand ist erreicht, wenn die Entropie den größtmöglichen Wert erreicht, der mit den gegebenen äußeren Parametern des Systems (wie Volumen, Energie, Teilchenzahlen, äußeres Kraftfeld etc.) verträglich ist. Alle spontanen thermodynamischen Prozesse kommen dann zum Erliegen und die Entropie bleibt konstant.
- Entropie kann nicht vernichtet werden. Ein Prozess, bei dem Entropie entstanden ist, kann nicht rückgängig gemacht (und somit die Entropie wieder auf den gleichen Wert erniedrigt) werden, ohne dass dabei eine größere Entropie an die Umgebung des betreffenden Systems abgegeben wird. Mit anderen Worten, selbst wenn der ursprüngliche Zustand des Systems wiederhergestellt werden kann, wäre nun die Umgebung in einem Zustand größerer Entropie als vorher. Eine spurlose Rückkehr zum alten Zustand von System und Umgebung ist daher unmöglich. Weil alle spontanen thermodynamischen Prozesse Entropie erzeugen, werden sie auch als irreversibel (= unumkehrbar) bezeichnet.
- Das Anwachsen der Entropie in spontan stattfindenden Prozessen kann verwendet werden, um die Richtung der fortschreitenden Zeit zu definieren. Die Wahrscheinlichkeit der Entropiezunahme durch zufällige Ereignisse ist immer  größer als die Wahrscheinlichkeit der Entropieabnahme, z. B. ist ein sortiertes Kartenspiel nach dem Mischen mit höherer Wahrscheinlichkeit nicht besser sortiert als vorher.
- Wird an einem System physikalische Arbeit geleistet, so fließt keine Entropie von außen in das System hinein. Entropie kann allerdings im System entstehen, wenn die im Prozess umgewandelte Energie durch Dissipation teilweise oder vollständig in andere Energieformen, beispielsweise Wärmeenergie, umgewandelt wird.
- Ein Prozess, der in einem Kreisprozess durch Zufuhr von Wärme physikalische Arbeit verrichtet (Wärmekraftmaschine), ist nur möglich, wenn die Entropie, die beim Prozess der Wärmezufuhr zugeführt wird, bei der Wärmeabfuhr mit einer niedrigen Temperatur erneut an die Umgebung abgegeben wird. Das kann nur durch die Abgabe von Abwärme geschehen. Nur die Differenz aus zugeführter und abgegebener Wärme kann in Arbeit umgewandelt werden.

Eine nähere Deutung der Entropie wird in der statistischen Mechanik gegeben, wo Systeme aus sehr vielen einzelnen Teilchen betrachtet werden. Ein Makrozustand eines solchen Systems, der durch bestimmte Werte der makroskopischen thermodynamischen Größen definiert ist, kann durch eine hohe Anzahl verschiedener Mikrozustände realisiert sein, die durch innere Prozesse ständig ineinander übergehen, ohne dass sich die makroskopischen Werte dabei ändern. Die Entropie ist ein logarithmisches Maß für die Anzahl der verschiedenen Mikrozustände, die das System in dem gegebenen Makrozustand haben könnte. Das Anwachsen der Entropie in einem System, das von einem beliebigen Anfangszustand aus sich selbst überlassen bleibt und sich folglich dem Gleichgewichtszustand nähert, erklärt sich dadurch, dass der Makrozustand des Systems mittels dieser inneren Prozesse sich mit größter Wahrscheinlichkeit demjenigen Makrozustand annähert, der bei gleicher Energie durch die größte Anzahl verschiedener Mikrozustände zu realisieren ist. Dieser Makrozustand besitzt also die größtmögliche Wahrscheinlichkeit die höchstmögliche Entropie und stellt den – bis auf mikroskopische Fluktuation – stabilen (makroskopischen) Gleichgewichtszustand des Systems dar. Während dieser spontan ablaufenden Annäherung an den Gleichgewichtszustand, die als Relaxation bezeichnet wird, wächst die Entropie an; sie wird dabei neu erzeugt.
Im Rahmen dieser Deutung wird umgangssprachlich die Entropie häufig als ein „Maß für die Unordnung“ bezeichnet. Allerdings ist Unordnung kein definierter physikalischer Begriff und hat daher kein physikalisches Maß. Richtiger ist es, man begreift die Entropie als ein wohldefiniertes objektives Maß für die Menge an Information, die benötigt würde, um aus der Kenntnis des vorliegenden Makrozustandes des Systems den tatsächlich vorliegenden Mikrozustand bestimmen zu können. Je größer die Anzahl infrage kommender Mikrozustände ist, desto mehr Information wird benötigt. Dies ist gemeint, wenn die Entropie auch als „Maß für die Unkenntnis der Zustände aller einzelnen Teilchen“ umschrieben wird.

## Geschichtlicher Überblick
In der Geschichte der Physik gab es lange Zeit eine Auseinandersetzung über die Bedeutung von Wärme: Die eine Seite vertrat die Theorie, dass die Wärmeerscheinungen allein in der vis viva („lebendige Kraft“ = kinetische Energie) der Atome begründet seien; die andere behauptete, dass die Wärme eine Substanz sei, und gab ihr den Namen Caloricum.
Antoine Laurent de Lavoisier unterschied 1789 chaleur (Wärme) von calorique (Caloricum). Das Caloricum sollte unter anderem eine abstoßende Kraft zwischen den Atomen eines Festkörpers bewirken, so dass dieser bei Zufuhr einer ausreichenden Menge von Caloricum erst flüssig und dann gasförmig würde. Lavoisier wollte sich aber nicht festlegen, ob die vis viva oder die Caloricum-Substanz die Ursache für die Wärmeerscheinungen ist. Joseph Black unterschied temperature von der quantity of heat, u. a. anhand der latenten Wärme beim Schmelzen. Er bemerkte, dass die Wärmemenge mit dem aus einem Kessel entweichenden Dampf mittransportiert werden müsse.
Benjamin Thompson, Reichsgraf von Rumford, untersuchte in seiner Münchner Zeit 1798 die Temperatur von Spänen, die beim Bohren von Kanonenrohren entstehen. Aufgrund der beliebig großen Wärmemenge, die dabei aus der mechanischen Bohrarbeit entstehen konnte, zweifelte er daran, dass das Caloricum eine (erhaltene) Substanz sein könnte, wodurch er den Vertretern der vis-viva-Theorie Auftrieb gab.
Der Namensgeber des Carnot-Prozesses, Nicolas Léonard Sadi Carnot, schrieb 1824, dass die Kraft einer Dampfmaschine nicht am Verbrauch von calorique liegt, sondern an dem Wärmetransport von einem warmen Körper auf einen kalten, und bereitete damit den Entropiebegriff vor. Mit den Experimenten von Robert Mayer und James Prescott Joule wurde Anfang der 1840er Jahre gezeigt, dass die mechanisch erzeugte Wärme in einem festen Verhältnis zur aufgewendeten mechanischen Arbeit steht. Dies war die Grundlage für den 1847 von Hermann von Helmholtz allgemein formulierten Energieerhaltungssatz, also den ersten Hauptsatz der Thermodynamik. Seitdem hat der physikalische Begriff Wärme die Bedeutung einer Energie.
Ab 1854 stellte dann Rudolf Clausius fest, dass bei einer Übertragung der Energieform Wärme auch eine zweite mengenartige Größe fließen muss. Diese Größe, die er auch quantitativ durch {\displaystyle Q/T} definierte, nannte er „Äquivalenzwert“ und sah sie auch als die Ursache für die „Disgregation“ eines festen Körpers beim Schmelzen an. Am 24. April 1865 veröffentlichte Clausius im Rahmen eines Vortrags vor der Naturforschenden Gesellschaft in Zürich erstmalig den zweiten Hauptsatz in der heute noch gültigen Form und gab darin der von ihm gefundenen Zustandsgröße S den Namen Entropie, ein Kunstwort aus altgriechisch ἐντροπία entropía, von ἐν en ‚an‘, ‚in‘ und τροπή tropḗ ‚Wendung‘, ‚Änderung‘.
Wie von Wilhelm Ostwald 1908 sowie Hugh Longbourne Callendar 1911 herausgearbeitet, entspricht die Entropie bei Clausius dem calorique bei Lavoisier und Carnot.
Mit Arbeiten von Ludwig Boltzmann und Willard Gibbs gelang es um 1875, der Entropie eine über die formale Definition hinausgehende statistische Deutung zu geben, welche die von Clausius makroskopisch definierte Größe mikroskopisch erklärt. Die Entropie {\displaystyle S} eines Makrozustands wird dabei durch seine Wahrscheinlichkeit gegeben, die sich aus den Wahrscheinlichkeiten {\displaystyle p_{i}} aller passenden Mikrozustände {\displaystyle i} berechnet:
{\displaystyle S=-k_{\mathrm {B} }\sum _{i}p_{i}\ln(p_{i})}
Den Wert des Proportionalitätsfaktors {\displaystyle k_{\mathrm {B} }} hat Boltzmann selbst nie bestimmt. Er erhielt nach seinem Tod den Namen Boltzmann-Konstante. Die so auf statistische Weise definierte Entropie kann in vielen Kontexten sinnvoll verwendet werden.
Zusammenhänge zwischen Entropie und Information ergaben sich schon im 19. Jahrhundert durch die Diskussion über den maxwellschen Dämon, ein Gedankenexperiment, das im Rahmen der Miniaturisierung im Computerzeitalter wieder aktuell wurde. Die Informationstheorie nutzt die Shannonsche Informationsentropie, die der statistischen Interpretation entspricht, als abstraktes Maß der Information ohne direkten Bezug zur physikalischen Realisierung.
Auch Norbert Wiener nutzte den Begriff der Entropie zur Beschreibung von Informationsphänomenen, allerdings mit entgegengesetztem Vorzeichen. Dass sich die Konvention von Shannon durchgesetzt hat, ist vor allem der besseren technischen Verwertbarkeit seiner Arbeiten zuzuschreiben.

## Klassische Thermodynamik
In der Thermodynamik kann ein System auf zwei Arten mit seiner Umgebung Energie austauschen: als Wärme oder als Arbeit, wobei je nach System und Prozessführung verschiedene Varianten der Arbeit existieren, u. a. Volumenarbeit, Hubarbeit und magnetische Arbeit. Im Zuge eines solchen Energieaustauschs kann sich die Entropie sowohl des Systems als auch der Umgebung ändern. Nur wenn die Summe aller Entropieänderungen positiv ist, erfolgt die Änderung spontan.

### Axiomatische Herleitung der Entropie
Die Entropie lässt sich im Rahmen der axiomatischen Grundlegung der klassischen Thermodynamik mit Hilfe des Konzepts der adiabatischen Erreichbarkeit streng logisch und mathematisch exakt definieren.

### Traditionelle Herleitung der Entropie
Die Entropie {\displaystyle S} (Einheit J/K) ist eine extensive Zustandsgröße eines physikalischen Systems und verhält sich bei Vereinigung mehrerer Systeme additiv wie auch das Volumen, die elektrische Ladung oder die Stoffmenge. Der Physiker Rudolf Clausius führte diesen Begriff 1865 zur Beschreibung von Kreisprozessen ein. Dividiert man {\displaystyle S} durch die Masse des Systems, erhält man die spezifische Entropie {\displaystyle s} mit der Einheit J/(kg·K) als intensive Zustandsgröße.
Das Differential {\displaystyle \mathrm {d} S} ist nach Clausius bei reversiblen Vorgängen zwischen Systemen im Gleichgewicht das Verhältnis von übertragener Wärme {\displaystyle \delta Q_{\mathrm {rev} }} und absoluter Temperatur {\displaystyle T}:
{\displaystyle \mathrm {d} S={\frac {\delta Q_{\mathrm {rev} }}{T}}\qquad (1)}
Diese Entropieänderung ist bei Wärmezufuhr positiv, bei Wärmeabfuhr negativ. In dieser Schreibweise wird bei {\displaystyle S} ein nicht-kursives {\displaystyle \mathrm {d} } benutzt, um hervorzuheben, dass es sich um ein vollständiges Differential handelt, im Gegensatz zu {\displaystyle \delta Q}, das kein vollständiges Differential sein kann, weil {\displaystyle Q} eine Prozessgröße ist. In diesem Zusammenhang spielt also die reziproke absolute Temperatur die Rolle eines „integrierenden Bewertungsfaktors“, der aus der reversibel zu- oder abgeführten Wärme, einem – mathematisch gesehen – unvollständigen Differential, ein zugehöriges vollständiges Differential {\displaystyle \mathrm {d} S} macht. Dadurch ist die Änderung der Entropie bei reversiblen Prozessen – im Gegensatz zur zu- oder abgeführten Wärme – wegunabhängig. Mit der Festlegung eines beliebigen Werts für einen Bezugszustand wird die Entropie damit zu einer allein durch den jeweiligen Zustand gegebenen Zustandsgröße.
Insofern kann man die Entropie bei reversibler Prozessführung auch als die „mit {\displaystyle {\tfrac {1}{T}}} bewertete Wärmeenergie“ definieren. Weiter unten wird das Problem behandelt, wie weit die Energie eines Systems in Arbeit umgewandelt werden kann.
Benutzt man den ersten Hauptsatz der Thermodynamik, {\displaystyle \mathrm {d} U=\delta W+\delta Q}, also dass die Energieänderung {\displaystyle \mathrm {d} U} sich zusammensetzt aus zugeführter Arbeit und Wärme, und setzt für die Arbeit {\displaystyle \delta W=-p\,\mathrm {d} V+\mu \,\mathrm {d} N+\dots } alle dem Experimentator mittels Änderung der Systemgrößen möglichen Prozesse, erhält man aus (1) für die Änderung der Entropie als Funktion der thermodynamischen Variablen (immer noch im reversiblen Fall)
{\displaystyle \mathrm {d} S={\frac {1}{T}}(\mathrm {d} U+p\,\mathrm {d} V-\mu \,\mathrm {d} N-\dots )}
Clausius behandelte auch irreversible Prozesse und zeigte, dass in einem isolierten thermodynamischen System die Entropie dabei nie abnehmen kann:
{\displaystyle \Delta S\geq 0\qquad (2),}
wobei das Gleichheitszeichen nur bei reversiblen Prozessen gilt. {\displaystyle \Delta S=S_{e}-S_{a}} ist die Entropieänderung des Systems mit {\displaystyle S_{a}} für die Entropie des Zustandes am Anfang der Zustandsänderung und {\displaystyle S_{e}} für den Zustand am Ende des Prozesses.
Aus (2) folgt für geschlossene Systeme, bei denen Wärmeenergie die Systemgrenzen passieren kann, die Ungleichung:
{\displaystyle \Delta S\geq \Delta S_{Q}=\int {\frac {\delta Q}{T}}\qquad (3a)}
{\displaystyle \Delta S_{Q}} ist der Entropie-Anteil, der sich aus der Zufuhr von Wärme über die Systemgrenze hinweg ergibt. Die Formel gilt auch für die Abfuhr von Wärme aus dem System, in diesem Falle ist {\displaystyle \Delta S_{Q}} negativ. Die Ungleichung (3a) wird nur für rein reversible Prozesse zu einer Gleichung.
Bei der Analyse thermodynamischer Systeme in der Technik führt man oft eine Bilanzanalyse durch. Hierzu schreibt man die Ungleichung (3a) in der folgenden Form:
{\displaystyle \Delta S=\Delta S_{Q}+\Delta S_{\mathrm {irr} }\qquad (3)}
Dabei ist {\displaystyle \Delta S_{\mathrm {irr} }\geq 0} der Entropieanteil der durch irreversible Vorgänge im Inneren des Systems entsteht. Hierzu gehören etwa Vermischungsvorgänge nach dem Entfernen einer inneren Trennwand, thermische Ausgleichsvorgänge, die Umwandlung von elektrischer oder mechanischer Energie (ohmscher Widerstand, Rührwerk) in Wärme und chemische Reaktionen.
Beschränken sich die irreversiblen Vorgänge ausschließlich auf die Dissipation von mechanischer oder elektrischer Arbeit {\displaystyle \delta W_{\mathrm {diss} }}, dann kann {\displaystyle \Delta S_{\mathrm {irr} }} durch die Arbeit bzw. die dissipierte Leistung {\displaystyle P_{\mathrm {diss} }} ausgedrückt werden.
{\displaystyle \Delta S_{\mathrm {irr} }=\int {\frac {\delta W_{\mathrm {diss} }}{T}}=\int {\frac {P_{\mathrm {diss} }}{T}}\mathrm {d} t}
Läuft der irreversible Prozess quasistatisch ab, so dass das System immer nahe einem Gleichgewichtszustand ist, so kann (3) auch mit zeitlichen Ableitungen geschrieben werden.
{\displaystyle {\dot {S}}={\dot {S}}_{Q}+{\dot {S}}_{\text{irr}}\qquad }
Dabei wird {\displaystyle {\dot {S}}_{Q}} als Entropietransportstrom und {\displaystyle {\dot {S}}_{\text{irr}}} als Entropieproduktionsstrom bezeichnet.
Eine Konsequenz des zweiten Hauptsatzes der Thermodynamik ist die Unmöglichkeit eines Perpetuum Mobile 2. Art. Clausius formulierte:

„Es existiert kein Kreisprozess, dessen einzige Wirkung darin besteht, Wärme von einem kälteren Reservoir zu einem wärmeren Reservoir zu transportieren.“

Offenbar hätte man sonst eine unerschöpfliche Energiequelle konstruiert. Wäre es nämlich möglich, einen solchen Kreisprozess zu konstruieren, könnte man dem warmen Reservoir unentwegt Energie entnehmen und damit Arbeit verrichten. Die dissipierte Arbeit würde dann dem kalten Reservoir zugeführt und käme über den erwähnten Kreisprozess wieder dem warmen Reservoir zugute. Äquivalent dazu ist die Formulierung von William Thomson, dem späteren Lord Kelvin:

„Es existiert kein Kreisprozess, der eine Wärmemenge aus einem Reservoir entnimmt und vollständig in Arbeit verwandelt.“

Ein idealer, jederzeit umkehrbarer Prozess ohne Reibungsverluste wird auch reversibel genannt. Oft bleibt die Entropie während eines Prozesses unverändert, {\displaystyle \Delta S=0}, bekanntes Beispiel ist die adiabate Kompression und Expansion im Zyklus einer Carnot-Maschine. Man nennt Zustandsänderungen mit konstanter Entropie auch isentrop, allerdings sind nicht alle isentropen Zustandsänderungen adiabatisch. Ist ein Prozess adiabatisch und reversibel, folgt jedoch stets, dass er auch isentrop ist.
Wird in einem Kreisprozess bei der Temperatur {\displaystyle T_{\text{h}}} die Wärme {\displaystyle Q_{\text{h}}} aufgenommen und die Wärmemenge {\displaystyle Q_{\text{l}}} bei {\displaystyle T_{\text{l}}} wieder abgegeben und erfolgen Wärmeaufnahme und Abgabe reversibel, so gilt, dass sich die Entropie dabei nicht ändert:
{\displaystyle \oint \mathrm {d} S=0};     oder   {\displaystyle {\frac {Q_{\text{h}}}{T_{\text{h}}}}={\frac {Q_{\text{l}}}{T_{\text{l}}}}\,}.
Daraus lassen sich die maximale verrichtete Arbeit {\displaystyle W=Q_{\text{h}}-Q_{\text{l}}} und der maximale Wirkungsgrad {\displaystyle \eta }, der so genannte Carnot-Wirkungsgrad, ableiten:
{\displaystyle \eta ={\frac {W}{Q_{\text{h}}}}={\frac {T_{\text{h}}-T_{\text{l}}}{T_{\text{h}}}}\,.}
Der carnotsche Wirkungsgrad stellt für alle Wärmekraftmaschinen das Maximum an Arbeitsausbeute dar. Reale Maschinen haben meistens einen erheblich geringeren Wirkungsgrad. Bei ihnen wird ein Teil der theoretisch verfügbaren Arbeit dissipiert, z. B. durch Reibung. Folglich entsteht in einer realen Maschine Entropie und es wird mehr Wärme an das kalte Reservoir abgeführt als notwendig. Sie arbeitet also irreversibel.
Der dritte Hauptsatz (der so genannte „Nernstsche Wärmesatz“) legt die Entropie einer perfekt kristallinen Substanz, bei der beispielsweise keine Spinentartung auftritt, am absoluten Nullpunkt als Null fest:
{\displaystyle S(T=0)\equiv 0\,.}
Eine Folgerung ist beispielsweise, dass die Wärmekapazität eines Systems bei tiefen Temperaturen verschwindet, und vor allem, dass der absolute Temperaturnullpunkt nicht erreichbar ist (das gilt auch bei Spinentartung).
Erfüllt eine Substanz nicht die Bedingung perfekt kristallin (wenn z. B. mehrere Konfigurationen vorliegen oder es sich um ein Glas handelt), kann ihr auch am absoluten Nullpunkt eine Entropie zugeschrieben werden (Nullpunktsentropie).

### Partielle Ableitungen der Entropie
Aus dem 2. Hauptsatz folgen Aussagen über die partiellen Ableitungen der Entropie, z. B. nach der Temperatur {\displaystyle T} oder dem Volumen {\displaystyle V}. Mit dem zweiten Hauptsatz gilt zunächst, dass bei reversiblen Zustandsänderungen {\displaystyle \mathrm {d} S={\tfrac {\delta Q_{\mathrm {reversibel} }}{T}}} ist. Zusammen mit dem ersten Hauptsatz folgt daraus {\displaystyle \mathrm {d} S={\tfrac {\mathrm {d} U-\delta W}{T}}}, weil nach dem ersten Hauptsatz für die Innere Energie {\displaystyle U} gilt, dass die Summe der dem betrachteten System zugeführten Arbeit {\displaystyle \delta W} und der zugeführten Wärme {\displaystyle \delta Q} (einzeln keine Zustandsfunktionen!) eine Zustandsfunktion ergibt, eben die „Innere Energie“ des Systems. Dabei wurde vorausgesetzt, dass die Änderungen von Volumen und Temperatur adiabatisch-langsam erfolgen, sodass keine irreversiblen Prozesse erzeugt werden.
Also
{\displaystyle \mathrm {d} S={\frac {1}{T}}{\frac {\partial U(T,V)}{\partial V}}\,{\mathrm {d} V}+{\frac {1}{T}}{\frac {\partial (U(T,V)+p\cdot V(T))}{\partial T}}\,\mathrm {d} T,}
wobei {\displaystyle \delta W=-p\,\mathrm {d} V} eingesetzt wurde.
{\displaystyle \Rightarrow {\frac {\partial S}{\partial V}}={\frac {1}{T}}{\frac {\partial U(T,V)}{\partial V}}} bzw.
{\displaystyle {\frac {\partial S}{\partial T}}={\frac {1}{T}}{\frac {\partial (U(T,V)+p\cdot V(T))}{\partial T}}}.
Ähnliche Beziehungen ergeben sich, wenn das System außer von der Dichte bzw. vom Volumen noch von weiteren Variablen abhängt, z. B. von elektrischen oder magnetischen Momenten.
Aus dem 3. Hauptsatz folgt, dass sowohl {\displaystyle {\tfrac {\partial S}{\partial T}}} als auch {\displaystyle {\tfrac {\partial S}{\partial V}}} für {\displaystyle T\to 0} verschwinden müssen, und zwar hinreichend rasch, was (wie man zeigen kann) nur erfüllt ist, wenn für tiefe Temperaturen nicht die klassische Physik, sondern die Quantenphysik gilt.

## Statistische Physik
In der u. a. von James Maxwell begründeten statistischen Mechanik wird das Verhalten makroskopischer thermodynamischer Systeme durch das mikroskopische Verhalten seiner Komponenten, also Elementarteilchen und daraus zusammengesetzter Systeme wie Atome und Moleküle, erklärt. Bezüglich der Entropie stellen sich die Fragen, wie sie hier gedeutet werden kann und ob der zeitlich gerichtete zweite Hauptsatz aus einer mikroskopischen Theorie hergeleitet werden kann, die von ausnahmslos zeitumkehrinvarianten Gleichungen ausgeht.
Ein Mikrozustand ist klassisch gegeben durch Angabe aller Orte {\displaystyle ({\vec {q}})} und Impulse {\displaystyle ({\vec {p}})} der {\displaystyle N} zum System zählenden Teilchen. Ein solcher Mikrozustand {\displaystyle ({\vec {q}},{\vec {p}})} ist demnach ein Punkt in einem 6N-dimensionalen Raum, der in diesem Zusammenhang Phasenraum genannt wird. Die kanonischen Gleichungen der klassischen Mechanik beschreiben die zeitliche Evolution des Systems, die Phasentrajektorie. Alle unter gegebenen makroskopischen Randbedingungen, z. B. Gesamtenergie {\displaystyle E}, Volumen {\displaystyle V} und Teilchenzahl {\displaystyle N}, erreichbaren Phasenpunkte bilden ein zusammenhängendes Phasenraumvolumen {\displaystyle \Omega }.
Um 1880 konnte Ludwig Boltzmann auf mikroskopischer Ebene eine Größe finden, die alle Eigenschaften der thermodynamischen Entropie besitzt:
{\displaystyle S=k_{\mathrm {B} }\ln \,\Omega }
Die Konstante {\displaystyle k_{\mathrm {B} }} ist die Boltzmannkonstante. Die Entropie ist also proportional zum Logarithmus des zu den Werten der thermodynamischen Variablen gehörigen Phasenraumvolumens.
Eine äquivalente Formel lautet
{\displaystyle S=-k_{\mathrm {B} }\int w\ln(w)\,\mathrm {d} \Omega }
(mit {\displaystyle w} der Wahrscheinlichkeit für den Mikrozustand bei Kenntnis der zum thermodynamischen System gehörigen Variablen, und dem Integral über den Phasenraum). Sie führt – wenn man mit {\displaystyle \mathrm {d} ^{3N}q\,\mathrm {d} ^{3N}p} das natürliche Maß auf dem Phasenraum benutzt und die Wahrscheinlichkeit in Abwesenheit anderer Information als konstant ansieht ({\displaystyle w=1/\Omega } mit dem Phasenraumvolumen {\displaystyle \Omega }, das zu den Werten der thermodynamischen Variablen gehört) – sofort auf die „Boltzmann-Formel“ (da die Integration unabhängig von {\displaystyle w} ist: {\displaystyle \textstyle S=-k_{\mathrm {B} }w\ln(w)\mathrm {\int } d\Omega =k_{\mathrm {B} }\ln \Omega } und {\displaystyle w=1/\Omega ={\text{const}}}). Ihre Ähnlichkeit mit Shannons Ausdruck für die Information legt nahe, die Entropie als das Informationsdefizit über den Mikrozustand zu interpretieren, das mit der Kenntnis der makroskopischen Variablen verbunden ist. Je größer die Entropie ist, desto weniger weiß man über den mikroskopischen Zustand und desto weniger Informationen sind über das System bekannt.
Letzteres wurde von E. T. Jaynes unter dem Stichwort „informationstheoretische Entropie“ zu einem Konzept ausgearbeitet, die Entropie als epistemische (er nannte es „anthropomorphe“) Größe zu verstehen, etwa in folgendem Zitat:

“For example, I have been asked several times whether, in my opinion, a biological system, say a cat, which converts inanimate food into a highly organized structure and behavior, represents a violation of the second law. The answer I always give is that, until we specify the set of parameters which define the thermodynamic state of the cat, no definite question has been asked!”

„Zum Beispiel bin ich mehrmals gefragt worden, ob meiner Meinung nach ein biologisches System, etwa eine Katze, die unbelebte Nahrung in hoch organisierte Struktur und Verhalten verwandelt, eine Verletzung des zweiten Hauptsatzes darstellt. Die Antwort, die ich immer gebe, ist, dass solange wir die Menge von Parametern, die den thermodynamischen Zustand der Katze festlegen, nicht spezifizieren, keine eindeutige Frage gestellt worden ist.“

Es wird deutlich, dass die Entropie – wie überhaupt ein thermodynamisches System – erst durch eine Auswahl an Variablen definiert und von diesen abhängig ist. Einem Mikrozustand kann sie nicht zugeordnet werden. Kritisiert wird daran, dass hier die Entropie den Rang einer subjektiven Größe zu haben scheint, was in einer objektiven Naturbeschreibung nicht angemessen ist.

### Beweis des zweiten Hauptsatzes
Vor allem Boltzmann versuchte, den 2. Hauptsatz (dass die Entropie nur zunehmen kann) statistisch herzuleiten. Die anschauliche Vorstellung ist die, dass etwa bei einem Mischungsvorgang etwas sehr Wahrscheinliches passiert, während der umgekehrte Vorgang einer Entmischung sehr unwahrscheinlich wäre. Dies galt es mathematisch zu präzisieren; mit seinem H-Theorem hatte er hier einen Teilerfolg. Allerdings wird mit dem „Loschmidt’schen Umkehreinwand“ verdeutlicht, dass mikroskopisch jeder Vorgang genauso rückwärts laufen könnte und daher ein zeitgerichtetes Gesetz mikroskopisch grundsätzlich nicht hergeleitet werden kann. Auch der Wiederkehrsatz stellt die Möglichkeit eines solchen Gesetzes in Frage.
Im informationstheoretischen Konzept verstanden bedeutet der 2. Hauptsatz, dass die Information über den Mikrozustand bei Beobachtung der makroskopischen Variablen nur abnehmen kann. Hier ist der Beweis viel einfacher möglich:
Nach dem Satz von Liouville bleibt das Phasenraumvolumen der mit einem Anfangswert der thermodynamischen Variablen verbundenen Mikrozustände bei der Zeitentwicklung konstant. Wenn man noch voraussetzt, dass die Beschreibung durch die thermodynamischen Variablen eindeutig ist, das heißt, alle Mikrozustände makroskopisch gesehen beim selben Endzustand landen, kann also das Phasenraumvolumen der mit diesem Endwert der thermodynamischen Variablen verbundenen Mikrozustände nicht kleiner sein als das anfängliche Phasenraumvolumen. Es kann aber größer sein, da nicht notwendigerweise alle Mikrozustände „angesteuert“ werden. Die Entropie kann also nur zunehmen.
Man kann das anders formulieren. Man unterscheidet zwischen Von-Neumann- oder „fine-grained“- oder „entanglement“-Entropie (also der von Mikrophysik, d. h. wellenmechanisch korrelierten Systemen) und thermischer Entropie (also der Entropie in klassischer, makroskopischer Thermodynamik, auch genannt „coarse-grained“-Entropie). Ohne Korrelation ist die Entanglement-Entropie ({\displaystyle S=k_{\mathrm {B} }\ln N}) null (jeweils nur ein Zustand, {\displaystyle N=1}, der „reine Zustand“). Mit entanglement (Korrelation) stehen mehr Zustände zur Verfügung, und die Entanglement-Entropie ist größer als null. In der Makrophysik betrachtet man Phasenraumbereiche wie das Kugelvolumen („coarse-graining“) um einen Punkt, also nicht einzelne Punkte bzw. Mikrozustände. Der mit Anfangsbedingungen definierte Bereich des Phasenraums eines Systems wird demzufolge von Kugelvolumina bedeckt, die mehr Phasenraumpunkte umfassen als im mikroskopischen Anfangszustand. Damit ist die Fine-grained-Entropie immer kleiner als die Coarse-grained-Entropie. Dies ist die Aussage des 2. Hauptsatzes. Als Information bezeichnet man die Differenz zwischen Coarse-grained-Entropie und Fine-grained-Entropie. Details findet man im Buch von Susskind und Lindesay.
Die zeitliche Asymmetrie des zweiten Hauptsatzes betrifft hier also die Kenntnis des Systems, nicht die Ontologie des Systems selbst. Dadurch werden die Schwierigkeiten, aus einer bezüglich Zeitumkehr symmetrischen Theorie ein asymmetrisches Gesetz zu erhalten, vermieden. Allerdings geht in den Beweis auch die Eindeutigkeit der thermodynamischen Beschreibung ein, die auf stochastischen Argumenten beruht. Um die zeitliche Asymmetrie des Weltgeschehens zu verstehen, ist weiterhin ein Bezug zum Anfangszustand des Universums nötig.

### Entropie als „Maß der Unordnung“

Abbildung 2: Dargestellt sind vereinfacht die Zustände eines Systems, bei dem vier Atome jeweils entweder auf der rechten oder der linken Seite eines Behälters sein können. Die Spalten sind nach der Gesamtzahl der Teilchen auf der rechten bzw. linken Seite sortiert. W gibt dabei die Anzahl der Möglichkeiten in der jeweiligen Kategorie an und ist das im vorigen Abschnitt als bezeichnete Phasenraumvolumen.

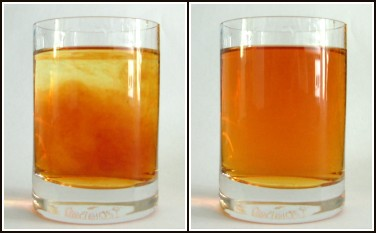
Abbildung 1: Der Becher im rechten Foto zeigt den wahrscheinlicheren Zustand größtmöglicher Durchmischung.

Eine anschauliche, aber wissenschaftlich nicht exakte Deutung der Entropie ist es, sie als „Maß der Unordnung“ zu verstehen. Insbesondere in der Fotografie des Bechers im Beispiel zur Mischentropie sieht das rechte Bild der Abbildung 1 der vollständig Durchmischung für die meisten Betrachter „ordentlicher“ aus als das linke mit den Schlieren, weshalb es dann unverständlich erscheint, es als den „unordentlicheren“ Zustand mit höherer Entropie zu bezeichnen.
Diese Definition lässt sich allerdings anhand der schematischen Abbildung 2 mit den bisherigen Definitionen in Einklang bringen. Abbildung 2 stellt die 16 Zustände in einem Behälter dar, in dem sich jedes der vier enthaltenen Atome entweder auf der rechten oder auf der linken Seite des Behälters befinden kann. Die erste Spalte enthält den einen Zustand mit {\displaystyle N=4} Atomen links, die zweite die vier Zustände mit {\displaystyle N=3} Atomen links usw. Wenn man annimmt, dass alle 16 Zustände gleich wahrscheinlich sind, sind die Wahrscheinlichkeiten für die einzelnen Spalten gerade mit {\displaystyle \textstyle p={\frac {W}{16}}} gegeben, wobei das {\displaystyle W} aus Abbildung 2 gerade die Anzahl der Zustände in den jeweiligen Spalten bezeichnet.
Nehmen wir nun an, dass wir makroskopisch unterscheiden könnten, wie viele Atome sich auf der linken Seite befinden. Die Wahrscheinlichkeit, dass sich alle vier Atome auf der linken Seite befinden, wäre als Beispiel daher gerade {\displaystyle \textstyle p={\frac {1}{16}}}, während die mittlere Spalte eine höhere Wahrscheinlichkeit von {\displaystyle \textstyle p={\frac {6}{16}}} besitzt. Mit der Formel {\displaystyle S=k_{\mathrm {B} }\ln W} hat der makroskopische Zustand mit {\displaystyle N=2} also die höchste Entropie.
In Abbildung 2 erkennt man nun aber auch deutlich, dass die erste und letzte Spalte „ordentlicher“ sind als die dazwischenliegenden Fälle mit höherer Entropie. Es können nun folgende Feststellungen gemacht werden: Wenn alle 16 Zustände gleich wahrscheinlich sind und man mit dem Zustand {\displaystyle N=4} beginnt, ist es sehr wahrscheinlich, bei der nächsten Betrachtung einen der Zustände höherer Entropie vorzufinden. Allerdings kann das System auch von der mittleren Spalte in die erste oder letzte übergehen; es ist nur unwahrscheinlicher, den Zustand {\displaystyle N=4} vorzufinden als den Zustand mit {\displaystyle N=2}. In diesem rein statistischen Sinne kann das System also auch spontan in einen Zustand niedrigerer Entropie wechseln, es ist nur unwahrscheinlicher als der Wechsel in Richtung höherer Entropie.
Dies ist immer noch der Fall, wenn man {\displaystyle 10^{23}} Atome in einem Behälter betrachtet. Die Möglichkeit, dass diese spontan in den Zustand niedrigerer Entropie wechseln, bei dem sich alle Atome links befinden, ist nicht auszuschließen, aber sehr unwahrscheinlich.

## Entropie als mengenartige Größe
In manchen Lehrwerken zur Physik, insbesondere denen des Karlsruher Physikkurses, wird eine Vorstellung der Entropie als eine extensive und „mengenartige Größe“ vertreten. Nach Ideen von Wilhelm Ostwald und Hugh Longbourne Callendar zu Beginn des 20. Jahrhunderts sei die Entropie (und nicht die Energie) mit dem carnotschen Caloricum zu identifizieren. Für die Entropie kann eine lokale Bilanzgleichung (Kontinuitätsgleichung) formuliert werden:
{\displaystyle {\frac {\partial \rho _{S}}{\partial t}}+{\vec {\nabla }}\cdot {\vec {\jmath }}_{S}=\sigma }
Hier ist {\displaystyle \rho _{S}} die Dichte der Entropie, {\displaystyle {\vec {\jmath }}_{S}} die Stromdichte und {\displaystyle \sigma } die Erzeugungsrate pro Volumen.
Zum Vergleich wird der elektrische Strom herangezogen: Eine elektrische Potentialdifferenz {\displaystyle \Delta \varphi } an einem Kondensator treibt einen Strom von Ladung {\displaystyle q}, dabei wird Arbeit {\displaystyle \delta W=\Delta \varphi \,\mathrm {d} q} verrichtet und das Potential des Kondensators verringert. Analog verursache eine Temperaturdifferenz {\displaystyle \Delta T} einen Entropiestrom, wodurch die Wärme {\displaystyle \delta Q=T\,\mathrm {d} S} übertragen wird und – außer bei Phasenumwandlung – die Temperatur steigt.
Diese Analogie hat jedoch erhebliche Mängel: Die Entropie ist, anders als die Ladung, keine erhaltene Größe, sondern eine Zustandsgröße: Beim irreversiblen Wärmeübertrag entsteht notwendigerweise zusätzliche Entropie, wobei diese Entropiezunahme keineswegs ein kleiner zusätzlicher Effekt ist, sondern der eigentliche Antrieb für diesen Prozess. Ferner kann sich die Entropie als Zustandsgröße auch ohne Wärmezufuhr ändern, z. B. bei der Ausdehnung eines Gases in ein größeres Volumen. Die Aussage, die Entropie könne als Maß für die (umgangssprachliche) Wärme verstanden werden, ist ebenfalls sehr umstritten.

## Anwendungsbeispiele

### Mischung von warmem und kaltem Wasser
Die Zunahme der Entropie wird an einem System, das mit der Umgebung weder Masse noch Energie austauscht (abgeschlossenes System), durch die Vermischung von zwei Wassermengen unterschiedlicher Temperatur gezeigt. Da es sich um einen isobaren Vorgang handelt, wird für die Energiebilanz die Zustandsgröße Enthalpie verwendet.
Zustandsgrößen für Wasser nach den Gleichungen aus: Properties of Water and Steam Industrie-Standard IAPWS-IF97
System10: Masse m10 = 1 kg, Druck = 1 bar, Temperatur = 10 °C, Enthalpie h10 = 42,12 kJ/kg, Entropie s10 = 151,1 J/kg K;
System30: Masse m30 = 1 kg, Druck = 1 bar, Temperatur = 30 °C, Enthalpie h30 = 125,83 kJ/kg, Entropie s30 = 436,8 J/kg K
Irreversible Mischung
Der thermodynamische Zustand der irreversiblen Mischung (adiabat, keine Abgabe von Arbeit) ergibt sich aus dem Energieerhaltungssatz:
HM = H10 + H30, hM = (m10·h10 + m30·h30)/(m10 + m30), hM = 83,97 kJ/kg
Mit den Zustandsgrößen Enthalpie und Druck ergeben sich weitere Zustandsgrößen des Mischungszustandes:
Temperatur tM = 19,99 °C (293,14 K), Entropie sM = 296,3 J/kg K
Reversible Mischung
Bei einer reversiblen Vermischung (dSirr = 0) nimmt die Entropie des Gesamtsystems nicht zu, sie ergibt sich aus der Summe der Entropien der Teilsysteme:
SM = S10 + S30 + dSirr, sM = 293,9 J/kg K
Mit den Zustandsgrößen Entropie und Druck ergeben sich weitere Zustandsgrößen des Mischungszustandes:
Temperatur tM = 19,82 °C (292,97 K), Enthalpie hM = 83,26 kJ/kg
Das Gesamtsystem ist in diesem Fall nicht mehr abgeschlossen, sondern tauscht mit der Umgebung Arbeit aus.
Differenzen zwischen irreversibler und reversibler Mischung:
Entropie: 2,4 J/kg K, Enthalpie: 0,71 kJ/kg, Temperatur: 0,17 K, spez. Volumen: 3,52·10−8 m³/kg
Nach der irreversiblen Mischung ist die Entropie des Gesamtsystems um 2,4 J/kg K größer als beim reversiblen Vorgang. Die reversible Mischung könnte durch den Einsatz einer Carnot-Maschine erreicht werden. Dabei würde dem Teilsystem mit der höheren Temperatur eine unendlich kleine Menge Energie entnommen. In Form von Wärme wird diese Energie an der Systemgrenze bei einer unendlich kleinen Temperaturdifferenz an die Carnot-Maschine übertragen. Auf entsprechende Weise wird die Energie dem Teilsystem mit der tieferen Temperatur zugeführt. Die Temperaturen der beiden Teilsysteme würden sich dadurch immer weiter angleichen und der Carnot-Faktor der Maschine von anfänglich 0,066 gegen Null streben. Die Carnot-Maschine würde dabei dem Gesamtsystem die sonst entwertete Enthalpiedifferenz von 0,71 kJ/kg als mechanische Arbeit entnehmen. Im irreversiblen Fall entspricht diese Energie der innerhalb des Systems dissipierten Arbeit. Durch die dissipierte Arbeit wird die produzierte Entropie vom absoluten Nullpunkt auf die Temperatur von 19,90 °C (Mittelwert, berechnet mit dem Integral unter der Isobaren) angehoben.

### Mischungsentropie

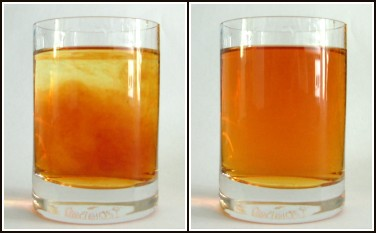
Abbildung 3: Die Mischungsentropie charakterisiert den „gut durchmischten“ Zwei-Flüssigkeits-Zustand im rechten Glas

Abbildung 3 zeigt die Mischung einer braunen Farbe in Wasser. Zu Beginn ist die Farbe ungleichmäßig verteilt. Nach längerem Warten nimmt das Wasser eine gleichmäßige Färbung an.
Die Entropie ist ein Maß für die Menge an Information, die erforderlich ist („Unkenntnis“), um den mikroskopischen Zustand des betrachteten Systems vollständig zu beschreiben. Als Maß der Unordnung muss man auf die Begrifflichkeit achten. So ist im Bildbeispiel (Abbildung 3) die Flüssigkeit im rechten Glas zwar „ordentlicher“ verrührt, aber durch die große Durchmischung von Wasser- und Farbteilchen herrscht dort eine größere Unordnung. Es gibt dort mehr mikroskopisch mögliche Zustände, in denen das Glas sein könnte. Mithin ist dort die Entropie höher als im linken Glas. Von der Farbe wissen wir, dass sie im rechten Glas überall im Wasser verteilt ist. Das linke Bild in Abbildung 3 sagt uns mehr. Wir können Bereiche ausmachen, in denen Farbe in hoher Konzentration anzutreffen ist, oder Bereiche, die frei sind von Farbe.
Josiah Willard Gibbs wies auf den Widerspruch hin, dass der Entropiezuwachs auch auftreten sollte, wenn statt der Tinte Wasser ins Wasserglas gegossen wird (Gibbssches Paradoxon).
Die Zahl der Anordnungen der Farbmoleküle am Anfang ist deutlich geringer als die, wenn sich die Farbe im gesamten Volumen verteilen kann. Denn die Farbmoleküle sind nur auf wenige Bereiche konzentriert. Im rechten Bild von Abbildung 3 können sie sich im gesamten Glas aufhalten. Die Entropie ist hier größer, weshalb das System im Laufe der Zeit dieser Gleichverteilung zustrebt.

### Entropiezunahme bei irreversibler und reversibler isothermer Expansion
Die spontane Expansion eines Gases in ein leeres Volumen ist irreversibel, daher ist zur Berechnung der Entropieänderung eine direkte Anwendung der Definition von Clausius nicht möglich. Hierfür wird ein reversibler Ersatzprozess benötigt, der vom gleichen Anfangszustand zum gleichen Endzustand führt. Für einen Prozess bei konstanter Temperatur {\displaystyle T} erhält man die Entropieänderung {\displaystyle \Delta S=Q/T}. Diese Methode beruht darauf, dass die Entropie eine Zustandsgröße ist, ihre Wertänderung also nicht davon abhängen kann, durch welchen Prozess man vom Anfangs- zum Endzustand kommt.
Seien zwei Behälter durch einen Absperrhahn getrennt, siehe Abbildung. Der eine Behälter hat das Volumen {\displaystyle V_{A}} und ist mit einem Gas gefüllt, im anderen Behälter herrscht Vakuum. Dann wird der Absperrhahn geöffnet und das Gas verteilt sich gleichmäßig auf das Gesamtvolumen {\displaystyle V_{B}} beider Behälter zusammen. Anfangs bilden die {\displaystyle N} Teilchen des Gases den Anfangszustand mit der Entropie {\displaystyle S_{A}}. Im Endzustand, wenn nach dem Öffnen sich wieder ein Gleichgewicht eingestellt hat, haben die {\displaystyle N} Teilchen die Entropie {\displaystyle S_{B}}. Für ein ideales Gas, so zeigt der Gay-Lussac-Versuch, bleibt dabei die Temperatur konstant, ohne dass Wärme mit der Umgebung ausgetauscht wird. Da die Expansion ohne Gegendruck erfolgt, wird auch keine Arbeit geleistet.

Gay-Lussac-Versuch.

Ein für die Berechnung der Entropieänderung {\displaystyle \Delta S=S_{B}-S_{A}} geeigneter Ersatzprozess ist die reversible isotherme Expansion, wie sie z. B. im Carnot-Zyklus eingesetzt wird. Bei diesem Prozess befindet sich das Gas in einem Zylinder mit Kolben und in Kontakt mit einem Wärmebad gleicher Temperatur. Dann drückt das Gas den Kolben nach außen, während ihm gleichzeitig soviel Wärme zugeführt wird, dass die Temperatur gehalten wird. Ist das Gasvolumen von {\displaystyle V_{A}} auf {\displaystyle V_{B}} angewachsen, wurde bei einem idealen Gas die Arbeit
{\displaystyle -W=\int _{A}^{B}p\,\mathrm {d} V=\int _{A}^{B}{\frac {Nk_{\mathrm {B} }T}{V}}\mathrm {d} V=N\,k_{\mathrm {B} }\,T\,\ln {\frac {V_{B}}{V_{A}}}}
geleistet, wobei der Druck {\displaystyle p} nach der Zustandsgleichung des idealen Gases eingesetzt wurde. Da mit der Temperatur auch die innere Energie des idealen Gases unverändert bleibt, ist nach dem 1. Hauptsatz die zugeführte Wärme {\displaystyle Q} gleich dem negativen der geleisteten Arbeit, also {\displaystyle Q=-W}. Daraus folgt für die Entropieänderung:
{\displaystyle \Delta S=S_{B}-S_{A}={\frac {Q}{T}}={\frac {-W}{T}}=k_{\mathrm {B} }\,N\,\ln {\frac {V_{B}}{V_{A}}}}
Wegen {\displaystyle V_{B}>V_{A}} ist dies eine Entropiezunahme.
Zum gleichen Ergebnis kommt man auch über die statistische Deutung der Entropie
{\displaystyle \Delta S=k_{\mathrm {B} }\,\Delta (\ln \Omega )=k_{\mathrm {B} }\,\ln {\frac {\Omega _{B}}{\Omega _{A}}}}.
Darin sind {\displaystyle \Omega _{A}\,,\ \Omega _{B}} die Phasenraumvolumen für Anfangs- bzw. Endzustand.
Da sich die Temperatur nicht ändert, bleibt das Phasenraumvolumen im Impulsraum konstant und kann herausgekürzt werden. Es bleibt zu berechnen, um welchen Faktor der Ortsanteil des Phasenraumvolumens sich vergrößert. Diesen Faktor kann man einfach verstehen: er ist der Kehrwert der Wahrscheinlichkeit, die {\displaystyle N} Teilchen zufällig im kleineren Volumen {\displaystyle V_{A}} zu finden statt im größeren {\displaystyle V_{B}}.
Bei einem Teilchen ist die Wahrscheinlichkeit, im Endzustand das Teilchen im Volumen {\displaystyle V_{A}} zu finden, gleich {\displaystyle {V_{A}}/{V_{B}}}. Im Falle von zwei Teilchen wäre diese Wahrscheinlichkeit {\displaystyle ({V_{A}}/{V_{B}})^{2}} und bei N Teilchen {\displaystyle ({V_{A}}/{V_{B}})^{N}}. Also gilt für die Wahrscheinlichkeit, spontan den Ausgangszustand wieder anzutreffen
{\displaystyle \left({\frac {V_{A}}{V_{B}}}\right)^{N}=\exp \left(-N\,\ln \left({\frac {V_{B}}{V_{A}}}\right)\right)}
Diese Wahrscheinlichkeit ist für {\displaystyle V_{B}=2\,V_{A}} typischerweise von der Größenordnung {\displaystyle 2^{-10^{23}}}.
So ergibt auch die Definition aus der statistischen Physik für den Entropieunterschied den gleichen Wert wie oben, nämlich:
{\displaystyle S_{B}-S_{A}=k_{\mathrm {B} }\ln \left({\frac {V_{B}^{N}}{V_{A}^{N}}}\right)=k_{\mathrm {B} }\,N\,\ln {\frac {V_{B}}{V_{A}}}}.

### Biomembranen
Gibt man Lipide, bei Lebewesen beispielsweise als Bausteine der Biomembranen vorkommend, in Wasser, so bilden sich spontan geschlossene Membranstrukturen, sogenannte Vesikel. Da hier Temperatur und Druck gegeben sind (Wärmebad und Druckensemble), ist das thermodynamische Potential, das ein Minimum anstrebt, die freie Enthalpie {\displaystyle \Delta G=\Delta H-T\Delta S}. Die Enthalpie {\displaystyle \Delta H} lässt sich experimentell kalorimetrisch nachweisen, ist also messbar, und sie ist positiv. Da der Prozess spontan abläuft, muss aber {\displaystyle \Delta G} negativ sein; d. h., die Entropie muss steigen. Dies ist auf den ersten Blick verwirrend, da die Entropie meistens die Ursache dafür ist, dass sich Stoffe vermischen (Mischungsentropie). Die Entropiezunahme liegt in einer besonderen Eigenschaft des Wassers begründet. Es bildet zwischen den einzelnen Wassermolekülen Wasserstoffbrückenbindungen aus, die ständig fluktuieren und somit einen hohen Beitrag zur Entropie des Wassers leisten. Um die langen Fettsäureketten der Lipide herum entsteht bei deren Lösung in Wasser ein größerer Bereich, in dem keine Wasserstoffbrückenbindungen mehr gebildet werden können. In den Bereichen um die Fettsäureketten herum fehlt der Entropiebeitrag der Wasserstoffbrücken, so dass die Entropie insgesamt abnimmt. Diese Abnahme ist erheblich größer als die durch das bloße Vermischen des Wassers und des Lipids zu erwartende Zunahme. Wenn sich die Fettsäureketten zusammenlagern, können mehr Wasserstoffbrücken gebildet werden, und die Entropie steigt. Man könnte dies auch so formulieren, dass die Fähigkeit des Wassers, fluktuierende Wasserstoffbrücken zu bilden, die Lipide aus der Lösung treibt. Letztlich ist diese Eigenschaft auch mit die Ursache für die schlechte Löslichkeit vieler unpolarer Stoffe, die die Bildung von Wasserstoffbrückenbindungen stören, und für die Senkung der Oberflächenspannung des Wassers durch Tenside.

### Berechnung und Verwendung tabellierter Entropiewerte
Die molare Entropie Smol bei einer bestimmten Temperatur T2 und bei konstantem Druck p erhält man mit Hilfe der molaren Wärmekapazität cp(T) durch Integration vom absoluten Nullpunkt bis zur aktuellen Temperatur:
{\displaystyle S_{\mathrm {mol} }=\int _{0}^{T_{2}}} {\displaystyle {\frac {c_{p}}{T}}\ \mathrm {d} T=\int _{0}^{T_{2}}c_{p}\ \mathrm {d} (\ln \,T)}
Dazu kommen noch Entropieanteile bei Phasenübergängen. Nach Planck wird die Entropie ideal kristallisierter, reiner Festkörper am absoluten Nullpunkt gleich null gesetzt (Gemische oder frustrierte Kristalle behalten dagegen eine Restentropie). Unter Standardbedingungen spricht man von der Standardentropie S0. Auch nach der statistischen Betrachtungsweise hängen Entropiewert und Wärmekapazität miteinander zusammen: Eine hohe Wärmekapazität bedeutet, dass ein Molekül viel Energie speichern kann, und das kann z. B. auf einer großen Zahl niedrig liegender und daher leicht erreichbarer Energieniveaus beruhen. Entsprechend viele unterschiedliche Verteilungsmöglichkeiten auf diese Niveaus gibt es dann auch für die Moleküle und das führt auch auf einen hohen Entropiewert für den wahrscheinlichsten Zustand.
In elektrochemischen Reaktionen ergibt sich die Reaktionsentropie ∆S aus der gemessene Änderung von dE (elektromotorische Kraft) mit der Temperatur:
{\displaystyle \Delta S=z\cdot F\cdot {\bigg (}{\frac {\mathrm {d} E}{\mathrm {d} T}}{\bigg )}_{p}} (z = Ladungszahl, F = Faraday-Konstante)
Die Entropieänderung bei idealen Mischungen erhält man mit Hilfe der Molenbrüche xi der beteiligten Substanzen:
{\displaystyle \Delta S_{\mathrm {id} }\ =\ -R\cdot \sum _{i=1}^{k}x_{i}\cdot \ln \,x_{i}}
wobei sich in realen Mischungen noch eine Zusatzentropie durch die Veränderung der zwischenmolekularen Kräfte beim Mischen ergibt.
Entstehen bei einer chemischen Reaktion neue Moleküle, dann tritt die höchste Entropie in einem ganz bestimmten Gleichgewichtszustand auf, bei dem sich die Moleküle sowohl auf die Edukt- wie auch auf die Produktniveaus verteilen können. Über die folgende Beziehung, in der die Differenzen der Standard-Entropiewerte ∆S0 der beteiligten Substanzen eine wesentliche Rolle spielen, kann die Gleichgewichtskonstante K berechnet werden:
{\displaystyle \ln \,K=-{\frac {\Delta H^{0}-T\cdot \Delta S^{0}}{RT}}}
(das ∆ bedeutet in diesem Fall die Änderung der Größe bei vollständigem Reaktionsablauf). Woran man bei einem spontanen Vorgang (z. B. chemischen Reaktionen, Lösungs- und Mischungsvorgängen, Einstellung von Phasengleichgewichten und deren Temperaturabhängigkeit, Osmose u. a.) die Intensität dieses Vorgangs abschätzen kann, das ist die Zunahme der gesamten Entropie zwischen Anfangs- und Gleichgewichtszustand, die der Reaktanten und die der Umgebung zusammengenommen (→ chemisches Gleichgewicht). Die spontane Zunahme der Entropie wiederum ist eine Folge der ständigen Bewegung der Moleküle.
Kurz: Die Standard-Entropie von Stoffen kann aus dem Verlauf der Wärmekapazität mit der Temperatur berechnet werden. Die Kenntnis tabellierter Entropiewerte ermöglicht (zusammen mit den Reaktionsenthalpien) die Voraussage des chemischen Gleichgewichts.

### Entropiebilanz des Lebens auf der Erde
Beim Stoffwechsel von Organismen nimmt die Entropie zu (während die Energiebilanz ausgeglichen ist): Es werden Stoffe mit niedriger Entropie (Nahrung) aufgenommen und hoher Entropie abgegeben (Ausscheidungen, Wärme). Dass sich überhaupt Organismen und Nährstoffe mit vergleichsweise niedriger Entropie bilden können, ist der Sonne zu verdanken. Die Strahlungsleistung, die die Erdoberfläche von der Sonne erhält, wird vollständig wieder ins Weltall abgestrahlt. Da aber die Sonnenstrahlung eine Temperatur von 5778 K hat, die Erdoberfläche hingegen nur eine mittlere Temperatur von 288 K, emittiert die Erde zwanzigmal so viel Entropie, wie sie von der Sonne enthält. Eine solche negative Entropiebilanz hat im Kleinen auch jedes grüne Blatt, in dem Photosynthese stattfindet. Nur dadurch können Nahrungsmittel mit vergleichsweise niedriger Entropie entstehen.

## Quantenmechanik
In der Quantenstatistik ist ein Mikrozustand ein reiner Zustand, der durch einen Vektor {\displaystyle |n\rangle } im Hilbertraum {\displaystyle {\mathcal {H}}} des Vielteilchensystems gegeben ist. Wie in der klassischen statistischen Mechanik ist dies ein Raum mit außerordentlich vielen Dimensionen, selbst wenn dem einzelnen Teilchen nur wenige verschiedene Energieeigenzustände zur Verfügung stehen. Zum Beispiel gibt es bei der magnetischen Kernresonanz für jeden Protonenspin nur zwei Energieeigenzustände, damit aber einen Hilbertraum mit doppelt so vielen Dimensionen, wie Protonen in der Probe sind (etwa {\displaystyle 10^{20}} in einem kleinen Wassertröpfchen). Der zugehörige Makrozustand ist ein gemischter Zustand, der durch einen statistischen Operator oder auch Dichteoperator beschrieben wird.
Dieser enthält alle Informationen über das System, die durch eine ideale Messung zugänglich sind (das ist viel weniger als bei dem reinen Zustand {\displaystyle |n\rangle }, dem Mikrozustand). Der Makrozustand ist klassisch gegeben durch ein Ensemble von denjenigen Mikrozuständen, die mit {\displaystyle |n\rangle } bestimmte „typische makroskopische Größen“ gemein haben, wie z. B. Energie, Volumen und Teilchenzahl. Die Verteilung der Mikrozustände im Phasenraum ist klassisch durch eine Verteilungsfunktion gegeben. An deren Stelle tritt in der quantenmechanischen Beschreibung der Dichteoperator:
{\displaystyle \rho =\sum _{i}p_{i}|i\rangle \langle i|}.
Falls die Zustände {\displaystyle |i\rangle } alle orthogonal sind, ist {\displaystyle p_{i}} die Wahrscheinlichkeit, dass sich das betrachtete System im „reinen“ quantenmechanischen Zustand {\displaystyle |i\rangle } befindet.
Der Erwartungswert einer Observablen auf dem durch den Dichteoperator beschriebenen Zustandsgemisch ist gegeben durch eine Spurbildung:
{\displaystyle \langle A\rangle =\operatorname {Tr} \,\left(\rho A\right)}.
Die Spur eines Operators ist folgendermaßen definiert: {\displaystyle \operatorname {Tr} \,(A)=\sum \nolimits _{m}\langle m|A|m\rangle } für eine beliebige (vollständige) Basis {\displaystyle \left\{|m\rangle \right\}}.

### Von-Neumann-Entropie
Die Von-Neumann Entropie (nach John von Neumann) ist definiert als Erwartungswert des logarithmierten Dichteoperators:
{\displaystyle S=-\operatorname {Tr} \left(\rho \ln \,\rho \right)=-\langle \ln \,\rho \rangle }.
Multipliziert man diese dimensionslose Von-Neumann-Entropie mit der Boltzmann-Konstanten {\displaystyle k_{\mathrm {B} }}, so erhält man eine Entropie mit der gewöhnlichen Einheit.
Die Entropie ist über die Wahrscheinlichkeiten der einzelnen reinen quantenmechanischen Zustände {\displaystyle |i\rangle } im Makrozustand gegeben durch
{\displaystyle S=-k_{\mathrm {B} }\operatorname {Tr} \left(\rho \ln \,\rho \right)=-k_{\mathrm {B} }\sum _{i}p_{i}\ln \,p_{i}\qquad (*)},
wobei {\displaystyle p_{i}} die Wahrscheinlichkeit ist, im i-ten Mikrozustand zu sein. Die Wahrscheinlichkeiten {\displaystyle p_{i}} können Werte zwischen {\displaystyle 0} und {\displaystyle 1} annehmen. (Die Singularität des Logarithmus im Falle {\displaystyle p_{i}=0} ist unerheblich, weil {\displaystyle \lim _{x\rightarrow 0}x\ln \,x=0}.) Somit ist {\displaystyle p_{i}\ln \,p_{i}\leq 0} und die Entropie {\displaystyle S=-k_{\mathrm {B} }\sum \nolimits _{i}p_{i}\ln \,p_{i}\geq 0} positiv semidefinit. Liegt das Gemisch in einem reinen Zustand vor, hat eine dieser Wahrscheinlichkeiten den Wert {\displaystyle 1}, während alle anderen den Wert Null annehmen. In diesem Fall ist die Entropie Null, hat also den Minimalwert. Positive Werte der Entropie erhält man, wenn mehr als ein Mikrozustand eine von Null verschiedene Wahrscheinlichkeit haben.
Als Beispiel nehmen wir ein Spinsystem mit vier Elektronen. Spin und magnetisches Moment sind antiparallel. Das heißt, das magnetische Moment {\displaystyle \mu } eines nach unten zeigenden Spins besitzt im äußeren Magnetfeld {\displaystyle B} die Energie {\displaystyle -\mu B}. Die Energie {\displaystyle E_{0}} des Systems soll insgesamt {\displaystyle -2\mu B} sein. Dies führt zu den vier Mikrozuständen:
{\displaystyle [\uparrow \downarrow \downarrow \downarrow ]\ ,\quad [\downarrow \uparrow \downarrow \downarrow ]\ ,\quad [\downarrow \downarrow \uparrow \downarrow ]\ ,\quad [\downarrow \downarrow \downarrow \uparrow ]\,.}
Daraus folgt, dass die Spinentartung {\displaystyle \Omega =4} ist mit {\displaystyle p_{1}=p_{2}=p_{3}=p_{4}={\frac {1}{4}}} und wie oben auch hier {\displaystyle S=k_{\mathrm {B} }\cdot \ln \,\Omega } gilt.
Die obige allgemeine Formel, (*), ist bis auf einen konstanten Faktor identisch mit der Formel für die Shannon'sche Informationsentropie. Das bedeutet, die physikalische Entropie ist auch ein Maß für die Information, die einem durch Kenntnis des Makrozustands zum Mikrozustand fehlt.
{\displaystyle S=-k_{\mathrm {B} }\sum _{i}p_{i}\ln \,p_{i}=-k_{\mathrm {B} }\sum _{i}p_{i}{\frac {\log _{2}p_{i}}{\log _{2}e}}={\frac {k_{\mathrm {B} }}{\log _{2}e}}S_{\text{Shannon}}}

### Eigenschaften der statistischen Entropie eines quantenmechanischen Zustandes
Seien {\displaystyle \rho } und {\displaystyle {\tilde {\rho }}} Dichteoperatoren auf dem Hilbertraum {\displaystyle {\mathcal {H}}}.
- Gibbs-Ungleichung

{\displaystyle S(\rho )=-k_{\mathrm {B} }\operatorname {Tr} \left(\rho \ln \,\rho \right)\leq -k_{\mathrm {B} }\operatorname {Tr} \left(\rho \ln \,{\tilde {\rho }}\right)}
- Invarianz unter unitären Transformationen von {\displaystyle \rho } (mit {\displaystyle UU^{\dagger }=1})

{\displaystyle S(U\rho U^{\dagger })=S(\rho )}
- Minimum

{\displaystyle S(\rho )\geq 0}
Minimum wird bei reinen Zuständen {\displaystyle \rho =|\Psi \rangle \langle \Psi |} angenommen
- Maximum

{\displaystyle S(\rho )\leq k_{\mathrm {B} }\ln \,(\operatorname {dim} {\mathcal {H}})}
Maximum wird angenommen, wenn alle möglichen Zustandsvektoren mit gleicher Wahrscheinlichkeit {\displaystyle 1/\operatorname {dim} {\mathcal {H}}} auftreten
- Konkavität

{\displaystyle S\left(\lambda \rho +(1-\lambda ){\tilde {\rho }}\right)\geq \lambda S(\rho )+\left(1-\lambda \right)S\left({\tilde {\rho }}\right)}   mit   {\displaystyle 0\leq \lambda \leq 1}
- Dreiecksungleichung

Sei {\displaystyle \rho } Dichteoperator auf {\displaystyle {\mathcal {H}}={\mathcal {H}}_{a}\otimes {\mathcal {H}}_{b}}   und   {\displaystyle \rho _{a}} bzw. {\displaystyle \rho _{b}} reduzierte Dichteoperatoren auf {\displaystyle {\mathcal {H}}_{a}} bzw. {\displaystyle {\mathcal {H}}_{b}}
{\displaystyle |S(\rho _{a})-S(\rho _{b})|\leq S(\rho )\leq S(\rho _{a})+S(\rho _{b})}

## Bekenstein-Hawking-Entropie von Schwarzen Löchern
Jacob Bekenstein stellte in seiner Doktorarbeit Ähnlichkeiten zwischen der Physik Schwarzer Löcher und der Thermodynamik heraus. Unter anderem verglich er den Zweiten Hauptsatz der Thermodynamik {\displaystyle \Delta S\geq 0} damit, dass die Oberfläche von Schwarzen Löchern mit einfallender Materie anscheinend immer anwächst und keine Materie entweichen kann. Es ergab sich als Formel für die Entropie
{\displaystyle S_{\mathrm {SL} }={\frac {k_{\mathrm {B} }c^{3}A}{4\hbar G}}},
Hier ist {\displaystyle A} die Oberfläche des Ereignishorizonts,
{\displaystyle G} die Gravitationskonstante, {\displaystyle c} die Lichtgeschwindigkeit und {\displaystyle k_{\mathrm {B} }} die Boltzmannkonstante.
Stephen Hawking kritisierte daran, dass damit das Schwarze Loch auch eine Temperatur besitzen müsse. Ein Körper mit einer nicht verschwindenden Temperatur emittiert jedoch eine Schwarzkörperstrahlung, die der Annahme widerspricht, dass aus dem Schwarzen Loch nichts mehr entweicht. Hawking löste dieses Paradoxon durch die Postulierung der nach ihm benannten Hawking-Strahlung auf: In der quantenmechanischen Beschreibung des Vakuums sind ständig Vakuumfluktuationen aus Teilchen-Antiteilchen-Paaren vorhanden. Wenn bei einer Paarbildung knapp außerhalb des Ereignishorizonts eines der beiden Partnerteilchen vom Schwarzen Loch „eingefangen“ wird, das andere aber entkommt, entspricht dies physikalisch einer thermischen Strahlung des Schwarzen Lochs. Zur Realität solcher thermischer Strahlung ist zu sagen, dass Beobachter in unterschiedlichen Bezugssystemen unterschiedliche Beobachtungen machen, also Temperatur {\displaystyle 0} oder Eigentemperatur. Erst die Entdeckung von Hawking, dass ein Beobachter, der von einem schwarzen Loch mit Ereignishorizont bei {\displaystyle r=2MG/c^{2}} weit entfernt ist, die Schwarzschild-Temperatur
{\displaystyle T={\frac {\hbar c^{3}}{8\pi GM\,k_{\mathrm {B} }}}}
beobachtet, und Untersuchung einer freien Quantenfeldtheorie in Rindler-Raum-Koordinaten führten zur Erkenntnis der Hawking-Strahlung als Evaporation des schwarzen Lochs von Teilchen mit niedrigem Drehimpuls, während andere mit höheren Drehimpulsen von den Wänden des Lochs reflektiert werden.
Das Schwarze Loch kann sich auflösen, wenn die Energie der abgestrahlten Hawking-Strahlung (durch die die Masse des Schwarzen Lochs abnimmt) für einen ausreichend langen Zeitraum den Energieinhalt der einfallenden Materie übersteigt.